# Бертувил
Бертувил (фр. Berthouville) насеље је и општина у северној Француској у региону Горња Нормандија, у департману Ер која припада префектури Берне.
По подацима из 2011. године у општини је живело 293 становника, а густина насељености је износила 38,91 становника/km². Општина се простире на површини од 7,53 km². Налази се на средњој надморској висини од 140 метара (максималној 178 m, а минималној 145 m).

## Демографија
| 1962. | 1968. | 1975. | 1982. | 1990. | 1999. | 2011. |
| ----- | ----- | ----- | ----- | ----- | ----- | ----- |
| 229   | 280   | 243   | 236   | 233   | 260   | 293   |

График промене броја становника у току последњих година